# Asesinato de Joyce Malecki
Joyce Helen Malecki (Baltimore, Maryland; 12 de junio de 1949-condado de Anne Arundel, Maryland; 11 de noviembre de 1969) fue una mujer estadounidense que fue secuestrada y asesinada antes de que su cuerpo fuera arrojado al río Patuxent, en los alrededores de Fort Meade. Su cuerpo fue descubierto días después. La autopsia reveló que había sido agredida sexualmente, golpeada, apuñalada en la garganta y luego estrangulada hasta morir.
A pesar de los esfuerzos de la policía, el asesinato quedó sin resolver y el caso se enfrió gradualmente. La investigación sobre su asesinato se reanudó tras la emisión de la serie documental de Netflix de 2017 The Keepers. En diciembre de 2023, el cuerpo de Malecki fue exhumado con el fin de extraer pruebas de ADN de su cuerpo en un esfuerzo continuo por identificar a su asesino o asesinos.
Se ha especulado que el asesinato de Malecki fue cometido por la misma persona responsable del asesinato de Catherine Cesnik y/o del asesinato de hasta otras cuatro personas cometidos en la región de Baltimore entre 1970 y 1981, aunque estas teorías nunca se han demostrado y no existen pruebas físicas que las corroboren.

## Biografía
Joyce Helen Malecki nació el 12 de junio de 1949 en Baltimore (Maryland), siendo hija del matrimonio conformado por Casimir Patrick y Doris Marion (de soltera Johnson) Malecki. Tenía cuatro hermanos: Casimir Patrick Jr. (conocido como «Pat»), Donald Joseph, Michael Jerry y Darryl. También tenía una hermana llamada Darlene. Malecki era de ascendencia polaca y británica. Su familia era católica y asistía regularmente a los servicios religiosos de la iglesia católica romana de San Clemente.
La familia Malecki vivía en la avenida Laverne, en Lansdowne. Joyce trabajaba como administradora de control de crédito en una empresa de distribución de bebidas alcohólicas del suroeste de Baltimore llamada Key Wine and Liquor Company. Su familia y allegados la describían como una persona vivaz, familiar y compasiva que trataba a los demás con amabilidad y respeto. En noviembre de 1969, llevaba aproximadamente siete semanas saliendo con un soldado llamado James Gault, destinado en el cercano Fort Meade.

## Sucesos del 11 de noviembre de 1969
En la tarde del martes 11 de noviembre de 1969, Joyce preguntó a sus padres si podía conducir su Chevrolet Impala de 1967 hasta el centro comercial Harundale Mall en Glen Burnie, con la intención de hacer algunas compras navideñas y luego reunirse con su novio para una cita. Sus padres accedieron y Joyce condujo sola hasta el centro comercial en el vehículo familiar, en lugar de en el suyo propio. La última persona de la familia que habló con Joyce fue su hermano Darryl, de 17 años. Llevaba una chaqueta verde, un jersey de cuello alto marrón y pantalones de cuadros.
Cuando Joyce no regresó a casa esa noche, su familia supuso que había decidido pasar la noche con una amiga. Por lo tanto, no se denunció su desaparición hasta la mañana siguiente.

### Desaparición
Aproximadamente dos horas después de que se denunciara su desaparición, uno de sus hermanos mayores condujo hasta Fort Meade para hablar con Gault, solo para descubrir que ella no había llegado a la base la noche anterior. Mientras conducía de vuelta a casa, descubrió el vehículo de Malecki aparcado a unos 3 metros de una cabina telefónica frente al Vegas Club en Odenton, con las llaves aún en el contacto, sus gafas de conducir en el salpicadero y sus compras del centro comercial Harundale en uno de los asientos del pasajero. También se observaron manchas de sangre humana en el asiento trasero del vehículo.
Las investigaciones policiales posteriores revelaron que, aunque Malecki había llamado a Gault desde el centro comercial Harundale Mall aproximadamente a las 21:45 horas para informarle de que iba a recogerlo a Fort Meade y que llegaría en unos quince minutos, no había llegado a la base. Su comportamiento general durante la breve llamada no había transmitido ninguna sensación de preocupación o ansiedad. El propio Gault esperó a Malecki hasta medianoche antes de regresar a sus barracones.

## Descubrimiento del cadáver

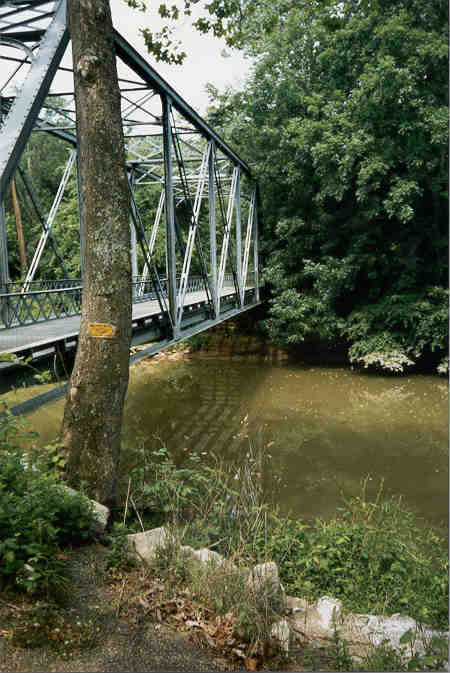
Curso del río Patuxent, en cuya orilla fue descubierto el cadáver de Malecki.

En la mañana del 13 de noviembre, dos cazadores de ciervos que pretendían construir un escondite para cazar en el perímetro occidental del área de entrenamiento Soldier Park de Fort Meade descubrieron el cadáver de Malecki parcialmente sumergido en la orilla del río Patuxent. Estaba completamente vestida, salvo por los zapatos, y yacía boca abajo con las manos atadas a la espalda. Sus zapatos fueron encontrados poco después en la orilla del río, cerca de su cuerpo. El examen de la escena del crimen no reveló huellas ni signos de lucha, lo que indicaba que el asesinato de Malecki no se había producido en ese lugar y que su cuerpo había sido arrojado desde un terraplén de más de dos metros de altura que dominaba la escena del crimen y, evidentemente, había rodado hasta el río.
Agentes del FBI y la policía militar acordonaron la escena del crimen y el cuerpo de Malecki fue trasladado al depósito de cadáveres de Baltimore para someterlo a una autopsia. Su cuerpo fue identificado formalmente por su familia más tarde ese mismo día.

## Autopsia
La autopsia de Malecki fue realizada por el doctor Isidore Mihalakis en la tarde del 14 de noviembre. Su informe determinó que la causa de la muerte fue estrangulamiento. Mihalakis también encontró pruebas claras de que había sido objeto de una agresión sexual antes de morir, con numerosos arañazos, hematomas y abrasiones en la cara, la frente y el cuerpo, además de quince cortes superficiales de cuchillo en el cuello, lo que indicaba que se había defendido de su agresor. También se descubrieron restos de piel y carne debajo de sus uñas.
Además de los numerosos cortes superficiales infligidos en la garganta de Malecki, esta también presentaba una única herida profunda de cuchillo; sin embargo, esta herida no fue suficiente para causarle la muerte. Además, sus muñecas habían sido atadas a la espalda con una cuerda de mochila antes de colocar su cuerpo sobre el terraplén, y entre los extremos anudados de esta atadura quedaba un trozo de cuerda suelta.

## Funeral
Joyce Malecki fue enterrada en la mañana del 18 de noviembre de 1969. Su entierro tuvo lugar tras un velatorio celebrado la noche anterior, seguido de una misa de réquiem a las 9 de la mañana en la iglesia católica romana de San Clemente, de acuerdo con su fe católica romana. Fue enterrada en el cementerio Loudon Park de Baltimore.

## Investigación inicial
Al ser hallado el cadáver en propiedad federal, el caso quedó bajo la jurisdicción del FBI. Se asignaron diez agentes para investigar el asesinato de Malecki y, aunque se siguieron varias pistas y el agente especial a cargo de la oficina local de Baltimore, Edwin Raymond Tully, afirmó tener varios sospechosos, todas las pistas de la investigación acabaron sin dar fruto.
Tanto el FBI como los investigadores locales no pudieron descartar una posible relación entre el secuestro y asesinato de Malecki y la reciente desaparición de Catherine Cesnik, que había ocurrido solo cuatro días antes, aunque un portavoz del Departamento de Policía del Condado de Anne Arundel (AACPD) hizo hincapié en que no existían pruebas concluyentes que relacionaran los casos. Además de que los secuestros se produjeron con pocos días de diferencia, ambas mujeres habían estado de compras en el centro comercial Harundale poco antes de su secuestro y tenían una complexión similar. Además, sus coches fueron localizados con las llaves aún en el contacto. Sin embargo, el FBI no pudo vincular de forma concluyente los dos casos.
Sigue habiendo controversia sobre qué agencia gubernamental asumió y mantuvo el mando general de la investigación original sobre el asesinato de Malecki, cuántas pruebas y documentación se compartieron entre las respectivas agencias de investigación, las posibles ramificaciones de esta disputa y/o estas decisiones y, como tal, por qué la investigación contemporánea se enfrió gradualmente. Aunque sigue existiendo consenso en que el cuerpo de Malecki fue descubierto en propiedad federal y que el FBI asumió la responsabilidad inicial de la investigación, en años posteriores, la agencia insistiría en que había delegado el mando general de la investigación a la AACPD al determinar que el caso no era un asunto federal; sin embargo, la Policía del Condado de Anne Arundel insistiría más tarde en que la investigación del asesinato de Malecki nunca se les asignó por completo y que, en consecuencia, ellos mismos nunca investigaron activamente el asesinato de Malecki en la medida en que lo habrían hecho si hubieran creído que la responsabilidad total del caso recaía sobre ellos.

## Desarrollos posteriores

### Posible vinculación con Catherine Cesnik
En 1994, dos antiguos alumnos de la escuela secundaria Archbishop Keough High School que habían sufrido presuntos abusos sexuales a manos del padre Joseph Maskell presentaron una demanda contra la Arquidiócesis de Baltimore. Maskell había sido sacerdote de la iglesia católica romana de San Clemente, donde la familia Malecki había asistido a misa, entre 1966 y 1968; también trabajó como consejero y capellán en la escuela secundaria Archbishop Keough entre 1967 y 1975, además de servir como capellán militar en Fort Meade.
A lo largo de su mandato en la escuela secundaria Archbishop Keough, se alega que Maskell abusó sexualmente de numerosas niñas antes de su destitución en 1975, tras varias quejas de padres relacionadas con su presunta conducta indebida. Una de las empleadas de la Archbishop Keough High School era la hermana Catherine Cesnik, de 26 años, de quien se cree firmemente que descubrió que Maskell y otros miembros del personal, incluido el padre Edward Neil Magnus, habían estado abusando sexualmente de alumnas poco antes de su asesinato el 7 de noviembre de 1969. El cuerpo de Cesnik fue descubierto en una zona remota de Lansdowne (Maryland) el 3 de enero de 1970. Se determinó que la causa de la muerte fue un traumatismo craneal por objeto contundente.
Aunque el asesinato de Cesnik sigue sin resolverse, se cree firmemente que fue asesinada para impedir que denunciara a las autoridades los abusos sexuales a menores que se estaban produciendo en el instituto Archbishop Keough High School.
Malecki conocía a Maskell a través de su iglesia y sentía un fuerte rechazo hacia él, hasta el punto de decirle a su familia y amigos que «se mantuvieran alejados» de él. Sin embargo, aunque se sabe que una vez asistió a un retiro religioso de una semana en el que Maskell había actuado como consejero espiritual, no hay pruebas que sugieran que ella fuera una de sus víctimas de abuso.
Maskell fue expulsado del sacerdocio en 1992, poco después de que se presentaran nuevas denuncias contra la Iglesia católica por abusos sexuales a menores; posteriormente huyó del país y murió por causas naturales a los 62 años, el 7 de mayo de 2001. Se cree que él y Magnus abusaron sexualmente de al menos treinta y nueve menores —la gran mayoría, aunque no todos, de sexo femenino— a lo largo de las décadas de 1960 y 1970.
El 28 de febrero de 2017, el cuerpo de Maskell fue exhumado para someterlo a pruebas de ADN y compararlo con el perfil de ADN obtenido a partir de las pruebas recuperadas en la escena del asesinato de Cesnik. Aunque el ADN de Maskell no coincidía con el perfil forense original de 1970, este hecho no lo descartaba definitivamente como sospechoso del asesinato de Cesnik.

### Otros homicidios
Se ha especulado que los asesinatos de Malecki y Cesnik están relacionados con otros cuatro asesinatos cometidos en la región de Baltimore entre 1970 y 1981. Las cuatro víctimas eran adolescentes, tres de las cuales tenían supuestas conexiones con Maskell y Magnus y/o con dos parroquias católicas de la zona de Baltimore donde Maskell había trabajado o vivido durante los años en que se produjeron los asesinatos. Solo dos de estos cuatro asesinatos, los de Pamela Lynn Conyers, de 16 años, y Heather Ann Porter, de 13, han podido ser resueltos, y no se sabe que los respectivos autores de ambos asesinatos hayan cometido otros homicidios o hayan tenido vínculos con la Iglesia católica.
Pamela Lynn Conyers desapareció del centro comercial Harundale Mall el 16 de octubre de 1970. Su cuerpo fue descubierto menos de una semana después en el condado de Anne Arundel, colocado entre los carriles este y oeste de lo que entonces era la ruta 177 de Maryland (actual ruta 100 de Maryland).

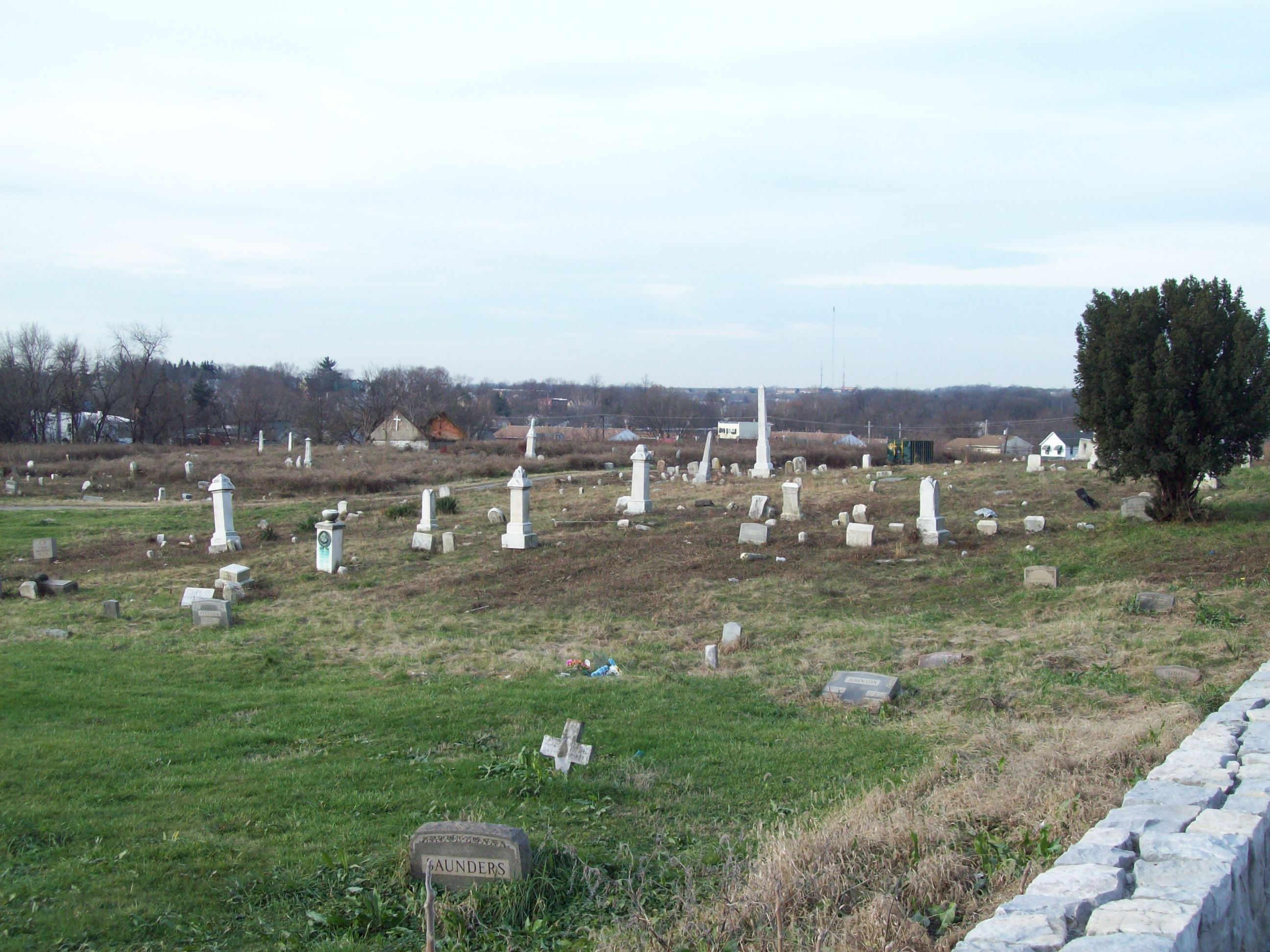
Cementerio de Mount Auburn. El cuerpo de Montanye fue descubierto en este lugar el 29 de septiembre de 1971.

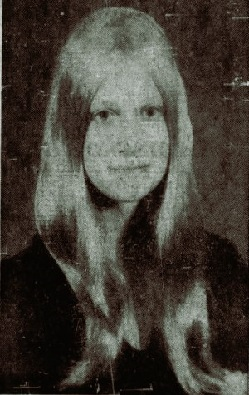
Grace Montanye.

El 27 de septiembre de 1971, una animadora de 16 años del instituto Franklin llamada Grace Elizabeth Montanye desapareció de un centro comercial en Reisterstown. Dos días después, su cuerpo apaleado fue encontrado abandonado detrás de una iglesia católica cerca del cementerio Mount Auburn, al sur de Baltimore.
Francis Daniel Crocetti, un monaguillo de 14 años, fue apuñalado hasta la muerte con un picahielo la noche del 24 de marzo de 1975; su cuerpo fue descubierto en un bosque detrás de la iglesia Our Lady of Victory en Catonsville. En el momento de la muerte de Crocetti, Maskell había servido y residido en la rectoría de esta iglesia. Seis años más tarde, en septiembre de 1981, una feligresa de 14 años de la iglesia Our Lady of Victory, Heather Ann Porter, fue secuestrada en Halethorpe; su cuerpo estrangulado fue descubierto al día siguiente en un bosque cercano.
Mediante el análisis de ADN, el asesino de Porter fue identificado como John Anthony Petrecca, Jr. en septiembre de 2021. Petrecca, un violador convicto, había vivido en Halethorpe y tenía 38 años en el momento del asesinato de Porter; había fallecido por causas naturales a los 56 años en enero de 2000.
En marzo de 2023, los investigadores anunciaron que habían identificado al autor del asesinato de Pamela Lynn Conyers como Forrest Clyde Williams III. Esta identificación fue posible gracias al uso de pruebas genéticas y genealogía forense. Williams, que tenía 21 años en el momento del asesinato de Conyers, había fallecido por causas naturales a los 69 años en marzo de 2018.

## Investigación posterior
El interés público por los asesinatos de Malecki y Cesnik se reavivó tras el estreno en 2017 de la serie documental The Keepers. En consecuencia, el Departamento de Policía del Condado de Baltimore reabrió la investigación sobre el asesinato de Cesnik, revisando también una posible conexión entre dicho homicidio con el de Malecki.
El FBI sigue siendo la agencia principal que investiga el asesinato de Malecki, aunque se cree que se han perdido algunas de las pruebas relacionadas con la investigación original. El mando general de la investigación no se ha delegado al Departamento de Policía del Condado de Anne Arundel.
Con el consentimiento de su familia, el 14 de diciembre de 2023, el FBI exhumó el cuerpo de Malecki con el fin de extraer posibles pruebas de ADN como parte de la investigación en curso sobre su asesinato. La exhumación se llevó a cabo en privado, aunque se permitió la presencia de los familiares supervivientes de Malecki. Posteriormente, su cuerpo fue colocado en un nuevo ataúd y vuelto a enterrar en la misma tumba. La oficina local del FBI en Baltimore se negó a hacer declaraciones a los medios de comunicación sobre los detalles de la exhumación, alegando «respeto por la investigación en curso» sobre el asesinato de Malecki.